# 乔纳森·爱德华兹学院
41°18′32″N 72°55′48″W / 41.3089°N 72.9300°W

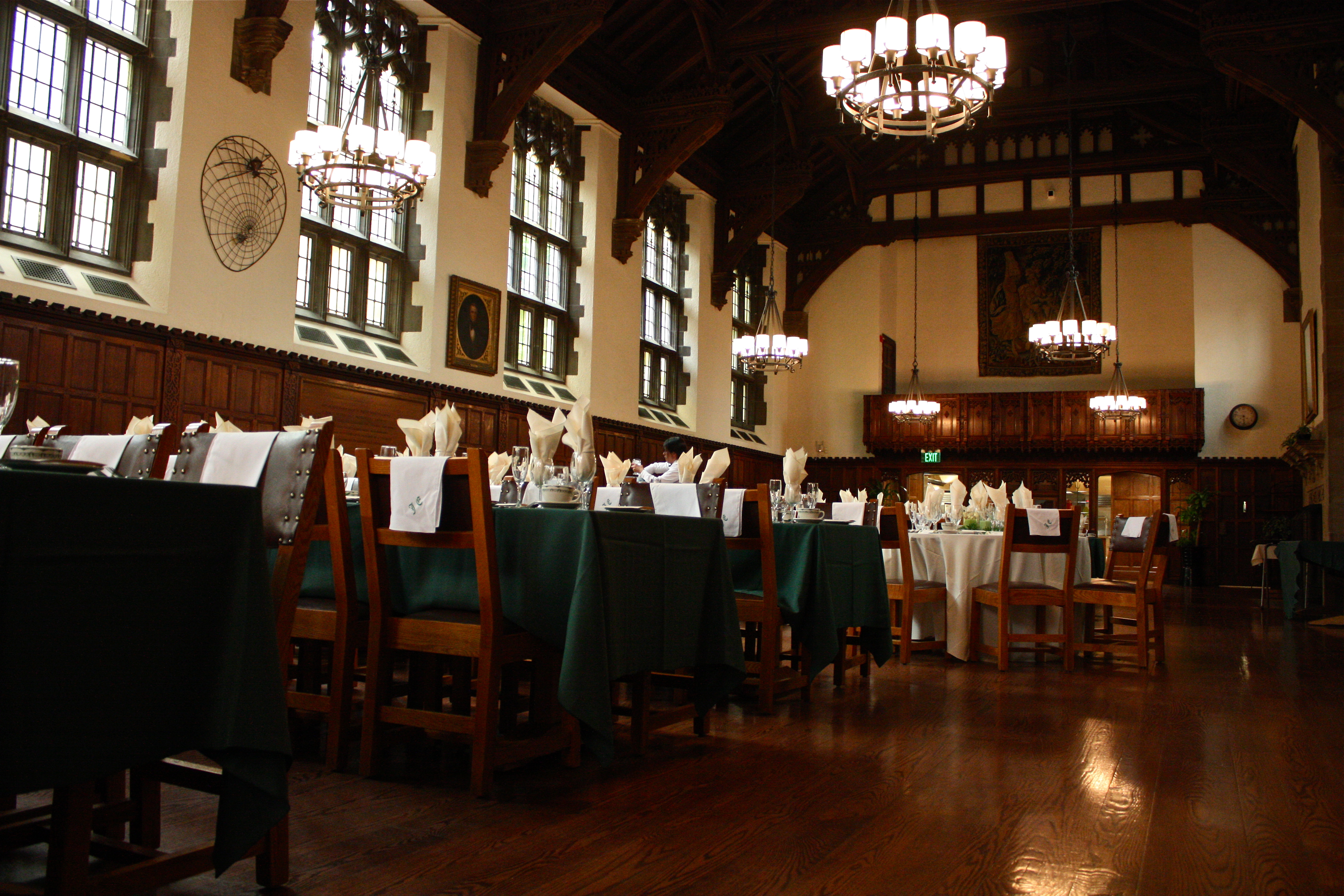
The Great Hall

乔纳森·爱德华兹学院（Jonathan Edwards College）是耶鲁大学的12个住宿学院之一，位于康涅狄格州纽黑文高街68号。它得名于神学家乔纳森·爱德华兹，1933年成立。其学生257人，是规模最小的学院之一。